# Chile nos Jogos Pan-Americanos de 1975
O Chile competiu nos Jogos Pan-Americanos de 1975 na Cidade do México, de 12 a 25 de outubro de 1975. Conquistou duas medalhas no total, foi o pior desempenho chileno de sua história nos jogos.